# Los Caucanos
Los Caucanos fue un grupo argentino-colombiano de música tropical de la década de 1960.

## Carrera
Fue un destacado grupo tropical organizado por el cantante Marfil, que llegó a ser todo un éxito marcando una época por sus temas melódicos, baladas y por sobre todo cumbias. Grabaron varios LP en el sello discográfico Music Hall en 1966, acompañando a su creador o solamente interpretando sus temas. 
Entre sus temas más conocidos se encuentran Recuérdame, uno de los pocos temas románticos que grabaron, Candelaria, Se acabó la tristeza, Cumbia de navidad,  y Devuélveme mi costilla.

## Temas interpretados
- Devuélveme mi costilla
- Se acabó la tristeza
- Cerca del Río Grande
- Buen día mamá
- Cumbia de navidad
- El gavilán
- Recuérdame
- Candelaria
- El señor
- El llanero
- Voy al rancho
- Primera lección
- Arbolito seco
- Tengo una duda
- Toca palito
- Eran las seis
- El loco
- El camino del café
- Marceliano[2]
- La poca cosa
- La vida
- Corazón de roca
- Corombombo
- La bruja loca